# Hulsegeri, Kushtagi
Hulsegeri là một làng thuộc tehsil Kushtagi, huyện Koppal, bang Karnataka, Ấn Độ.